# Bandera de Vancouver
La bandera de la ciudad de Vancouver, Columbia Británica, Canadá, fue adoptada por el Ayuntamiento el 17 de mayo de 1983.  Fue diseñado por Robert Watt, el entonces director del Museo de Vancouver, y más tarde el Heraldo Jefe de Canadá . Cuenta con un campo blanco con cinco coronas azules onduladas y un pentágono verde en el lado del polipasto coronado por un escudo dorado con la insignia de la ciudad, que consiste en una corona mural con hacha cruzada y remo. 
El blanco y el azul simbolizan la posición de Vancouver como un puerto natural en el Océano Pacífico, mientras que el pentágono verde representa la tierra en la que se construyó la ciudad y los bosques que se levantaron en esta tierra.  Estos elementos se hacen eco del lema del escudo de armas municipal anterior a 1969, By Sea and Land We Prosper (en español, Por mar y tierra prosperamos). La corona del mural en la insignia de la ciudad refleja el estado de Vancouver como ciudad incorporada,  mientras que el hacha y la paleta representan las industrias tradicionales de la ciudad, la tala y la pesca .
Antes de esta bandera, Vancouver tenía una bandera municipal diferente que fue el resultado de un concurso celebrado en 1978, con la propuesta ganadora presentada por Rudolph Danglemaier. La bandera presentaba un pálido canadiense blanco flanqueado por una franja verde en el lado del polipasto y una franja azul en el lado de la mosca. El escudo, el casco, el manto y el escudo de los brazos de la ciudad se colocaron en el centro de la bandera.